# Cenocoelius necator
Cenocoelius necator är en stekelart som beskrevs av Borgmeier 1931. Cenocoelius necator ingår i släktet Cenocoelius och familjen bracksteklar. Inga underarter finns listade.